# رأس المال: المجلد الثالث
رأس المال المجلد الثالث: عملية إنتاج رأس المال ككل (بالألمانية: Das Kapital, Volume III) هو المجلد الثالث من كتاب رأس المال. أعده ونشره فريدريك إنجلز عام 1894 بعد وفاة ماكس وذلك بالاستعانة بمذكرات تركها كارل ماركس.

## المحتوى
يتكون المجلد الثالث من سبعة أجزاء.
- تحول فائض القيمة إلى ربح ومعدل فائض.
- تحول الربح إلى ربح وسطي.
- قانون ميل معدل الربح إلى الهبوط.
- تحويل رأس المال السلعي ورأس المال النقدي إلى رأس المال التجارة بالسلع ورأس المال التجارة بالنقد (رأس مال التجاري).
- إنقسام الربح إلى فائدة وربح صاحب المشروع.
- تحويل الربح الإضافي إلى ربح عقاري.
- الإيرادات ومصادرها.

المجلد الثالث هو الملجد الأكثر شُهرة حيث قدم ماركس تفسيره: ارتفاع متطلبات رأس المال الثابت نتيجة لغزارة الإنتاج بشكل عام، هذا الإتجاه لرأس المال يؤدي لانحفاض معدل الربح. هذه النتيجة التي يعتقد الماركسيون أنها خاصية متناقضة رئيسية تؤدي إلى انهيار حتمي للنظام الرأسمالي وقد تمسك بها ماركس وفريدريك إنجلز كنتيجة للتناقضات المختلفة في نمط الإنتاج الرأسمالي وتؤدي إلى أزمات يتطلب حلها ظهور نمط جديد تمامًا للإنتاج بنفس الجدل التاريخي الذي أدى إلى ظهور الرأسمالية من الأشكال السابقة.
المجلد الثالث بعنوان «عملية إنتاج رأس المال ككل» ويهتم في المقام الأول بالتمييز الداخلي للطبقة الرأسمالية. تتعلق الجزء الأول بتقسيم فائض القيمة بين رؤوس الأموال الفردية. ويتعلق الجزء الثاني برأسمال التجار والرأس المال الحامل للفائدة ورأس المال المكتسب. ثم يتطرق لجمع كل هذه الأمور معاً.

## الهدف
الهدف من المجلد الثالث ككل تحديد ووصف الأشكال الملموسة التي تنشأ عن حركة رأس المال ككل. وهكذا فإن مختلف أشكال رأس المال تتجه خطوة بخطوة إلى الشكل الذي تتخذه رؤوس الأموال في المجتمع والمواقف من بعضها البعض من خلال المنافسة وفي الوعي العادي لوكلاءالإنتاج أنفسهم.

### باللغة العربية
1. ↑  كارل ماركس. رأس المال: المجلد الثالث "عملية انتاج رأس المال ككل". ترجمة: فالح عبدالجبار. بغداد: دار الفارابي. مؤرشف من الأصل في 2021-02-02.

### بلغات أجنبية
1. ↑  إنجلز، فريدريك (1967). رأس المال، المجلد الثالث. International Publishers Co، Inc. ISBN:0-7178-0490-9.
2. ↑  Chapther XV, Exposition of the Internal Contradictions of the Law, § IV Supplementary Remarks. Marx–Engels–Lenin Institute. Moscow translation. p 263. "At any rate, it is but a requirement of the capitalist mode of production that the number of wage-workers should increase absolutely, in spite of its relative decrease. Labour-power becomes redundant for it as soon as it is no longer necessary to employ it for 12 to 15 hours a daily. A development of productive forces which would diminish the absolute number of labourers, i.e. enable the entire nation to accomplish its total production in a shorter time span, would cause a revolution, because it would put the bulk of the population out of the running. This is another manifestation of the specific barrier of capitalist production, showing also that capitalist production is by no means an absolute form for the development of the productive forces and for the creation of wealth, but rather that at a certain point it comes into collision with this development. This collision appears partly in its الركود الاقتصادي 2008, which arise from the circumstances that now this and now that portion of the labouring population becomes redundant under its old mode of employment. The limit of capitalist production is the excess time of the labourers. The absolute spare time gained by society does not concern it. The development of productivity concerns it only in so far as it increases the surplus labour-time of the working class, not because it decreases the labour time for material production in general. It moves thus in a contradiction". The reference to hours worked per day reflects توظيف كامل norms ثمان ساعات في اليوم.
3. ↑  Chapter XV, Exposition of the Internal Contradictions of the Law, § IV Supplementary Remarks. p. 264 ¶ 2. Marx–Engels–Lenin Institute. Moscow translation. "This transformation stems from the development of the productive forces under capitalist production, and from the ways and means by which this development takes place".

### قراءة معمقة
- Althusser, Louis; Balibar, Étienne (2009). Reading Capital. London: Verso.
- Althusser, Louis (1969) (October 1969). "How to Read Marx's Capital". Marxism Today. pp. 302–305. Originally appeared in French in ليه هيومانيتيه  [لغات أخرى]‏ on 21 April 1969.
- Bottomore, Tom, ed. (1998). A Dictionary of Marxist Thought. Oxford: Blackwell.
- Ben Fine (2010). Marx's Capital. 5th ed. London: Pluto.
- Harvey, David (2010). A Companion to Marx's Capital. London: Verso.
- Harvey, David (2006). The Limits of Capital. London: Verso.
- Ernest Mandel (1970). Marxist Economic Theory. New York: Monthly Review Press.
- Postone, Moishe (1993). Time, Labor, and Social Domination: A Reinterpretation of Marx's Critical Theory. Cambridge: Cambridge University Press.
- Shipside, Steve (2009). Karl Marx's Das Kapital: A Modern-day Interpretation of a True Classic. Oxford: Infinite Ideas. (ردمك 978-1-906821-04-3)
- Wheen, Francis (2006). Marx's Das Kapital--A Biography. New York: Atlantic Monthly Press. (ردمك 0-8021-4394-6). (ردمك 978-0-8021-4394-5).